# ELEPHANT KASHIMASHI
ELEPHANT KASHIMASHI是日本摇滚乐團，1981年成軍，1988年正式出道。所屬經紀公司為Amuse，所屬唱片公司則為日本环球音乐。暱稱ELEKASHI（エレカシ）。

## 成員

### 宮本浩次
（日语：／ Miyamoto Hiroji、1966年6月12日)，主唱、吉他、布鲁斯口琴。
東京都北區赤羽台出身。暱稱「宮次（ミヤジ，MIYAJI）」。
- 樂團的靈魂人物，幾乎一手包辦所有詞曲創作，且具有獨特的舞台魅力，被視為音樂天才。自認性格不耐煩、神經質且情緒起伏劇烈，此外也有易怒、偏執、完美主義的一面。
- 2000年左右，在會報PAO第10號的快問快答「用動物比喻團員」一題，被形容為豹（石森視角）、貓（高綠視角）和狗（富永視角）。

### 石森敏行
（日语：／ Ishimori Toshiyuki、1967年3月18日），吉他。
東京都北區赤羽出身。暱稱「石君（イシクン，ISHIKUN）」。
- 在團員當中年紀最小，也是與宮本最親近、最常被他「欺負」的對象。演出時動輒被打罵、扯頭髮，也曾被宮本拿走吉他、剝光上衣晾在台上，但從來都是微笑以對，對宮本有著異於常人的愛與包容力，被問到尊敬的人物時，甚至曾回答「宮次」，是宮本口中「可靠的搭檔」。
- 年過40之後，不知為何開始根據宮本的偏好改變造型，曾留過長捲髮、極短的眉上瀏海等，也曾染成金色、橘紅色，甚至紅綠對半等。
- 在會報PAO第10號的快問快答中被形容為鴨子（宮本視角）、狗（高綠視角）和馬（富永視角）。
- 非常惜物，比如宮本過去給他的皮夾便用到破破爛爛還捨不得丟[1]；20年前買的車到現在還在開，據說里程數已經超過30萬公里。

### 高綠成治
（日语：／ Takamidori Seiji、1966年4月15日），貝斯。
東京都中央區月島出身。暱稱「成ちゃん（SEICHAN）」。
- 老家過去在月島開設澡堂。
- 在會報PAO第10號的快問快答中被形容為杜賓犬（宮本視角）、老虎（石森、富永視角）。

### 富永義之
（日语：／ Tominaga Yoshiyuki、1966年4月14日），鼓手。
東京都北區赤羽出身。暱稱「トミ（TOMI）」。
- 在團員當中年紀最大，中學時代非常受女孩子歡迎，據宮本表示其在情人節時曾經收到近百個巧克力（宮本自己則收到16個左右）。
- 在會報PAO第10號的快問快答中被形容為獅子（宮本、石森視角）和小袋鼠（高綠視角）。
- 2006年曾因慢性硬腦膜下出血住院開刀，成功治癒。

## 人物
- 團員中，主唱宮本、吉他手石森與鼓手富永是北區立赤羽台中學校1年6班的同班同學，富永與貝斯手高綠則是高中同學，樂團自1981年成軍至今不曾更換團員，始終是四人同行。宮本自言12歲那年與吉他手石森在中學開學典禮上一見如故，當天還一起放學，對石森的第一印象是「頭髮柔順、眼睛水汪汪」、「很可愛」，石森對宮本的第一印象則是「很醒目」。
- 主唱宮本除了包辦大部分的詞曲創作外，也是奠定樂團風格與路線的靈魂人物，其他三位團員相對低調。由於宮本性格的專斷獨行，因此ELEPHANT KASHIMASHI常被視為宮本的一人樂團。
- 早期詞曲有憤世嫉俗的一面，演唱會風格亦狂暴冷冽，對歌迷採取較高壓的姿態，現場一律禁止鼓掌、歡呼、走動等，因此台下觀眾皆正襟危坐而不輕舉妄動。

## 經歷
- 1997年，單曲「今宵の月のように」被選為富士電視台“火九”连续剧，由江角真紀子主演的《相愛月明時（日语：月の輝く夜だから）》主題曲，銷量達70萬張，是樂團史上最暢銷的單曲。
- 2012年9月1日，主唱宮本發現左耳突然聽不到，經診斷為急性失聰，於9月5日進行手術，並在10月2日於官網宣布暫停所有音樂活動。
- 2013年9月14日，於東京日比谷野外大音樂堂舉辦時隔一年的演唱會（エレカシ復活の野音），宣告復出。
- 2014年1月11日，於埼玉超級競技場舉辦出道25週年紀念演場會，共動員1萬4千名觀眾。
- 2017年，發行出道30週年精選輯「All Time Best Album THE FIGHTING MAN」，同時舉辦首次的47都道府縣巡迴演唱會。
- 2017年年底，首次登上NHK紅白歌唱大賽的舞台。
- 2018年11月16日起，有兩首暢銷單曲被老家東京北區赤羽的JR東日本赤羽站選為發車音樂，往新宿的第5月台選用的是「俺たちの明日」，往大宮的第6月台選用的則是「今宵の月のように」。
- 2023年3月-4月，出道35週年紀念，分別於橫濱、東京、名古屋、大阪舉辦首次的體育場巡迴演唱會，共計9場。
- 2023年年底，再度登上NHK紅白歌唱大賽的舞台。

## 作品

### 單曲
|      | 單曲名稱                             | c/w曲                                                                                      | 發行日期       | 備註                         |
| ---- | ------------------------------------ | ------------------------------------------------------------------------------------------ | -------------- | ---------------------------- |
| 1st  | デーデ                               | ポリスター                                                                                 | 1988年3月21日  |                              |
| 2nd  | ふわふわ                             | 夢の中で                                                                                   | 1988年7月21日  |                              |
| 3rd  | おはようこんにちは                   | ああ流浪の民よ                                                                             | 1988年11月2日  |                              |
| 4th  | 浮雲男                               | GT                                                                                         | 1989年8月2日   |                              |
| 5th  | 男は行く                             | too fine life                                                                              | 1990年7月21日  |                              |
| 6th  | 曙光                                 | 無事なる男                                                                                 | 1992年3月25日  |                              |
| 7th  | 奴隷天國                             | 日曜日（調子はどうだ）                                                                     | 1993年4月21日  |                              |
| 8th  | 極楽大將生活賛歌                     | 星の降るような夜に                                                                         | 1993年10月1日  |                              |
| 9th  | この世は最高！                       | 真冬のロマンチック                                                                         | 1994年4月21日  |                              |
| 10th | 悲しみの果て                         | 四月の風                                                                                   | 1996年4月19日  |                              |
| 11th | 孤獨な旅人                           | Baby自転車                                                                                 | 1996年7月19日  |                              |
| 12th | 悲しみの果て                         | うれしけりゃとんでゆけよ (宮本浩次プロデュースバージョン)                                  | 1996年11月1日  |                              |
| 13th | 明日に向かって走れ                   | ふたりの冬                                                                                 | 1997年2月19日  |                              |
| 14th | 戦う男                               | 遠い浜辺                                                                                   | 1997年3月14日  |                              |
| 15th | 今宵の月のように                     | 赤い薔薇                                                                                   | 1997年7月30日  | 日劇《相愛月明時》主題曲     |
| 16th | 風に吹かれて                         | さらば青春                                                                                 | 1997年11月7日  |                              |
| 17th | はじまりは今                         | 涙の数だけ                                                                                 | 1998年5月13日  |                              |
| 18th | 夢のかけら                           | ココロのままに                                                                             | 1998年9月18日  |                              |
| 19th | ヒトコイシクテ、アイヲモトメテ       | おまえとふたりきり                                                                         | 1998年11月18日 |                              |
| 20th | 愛の夢をくれ                         | 寝るだけさ                                                                                 | 1999年1月27日  |                              |
| 21st | 真夜中のヒーロー                     | 旅の途中                                                                                   | 1999年4月28日  |                              |
| 22nd | ガストロンジャー                     | Soul rescue                                                                                | 1999年12月8日  |                              |
| 23rd | so many people                       | sweet memory                                                                               | 2000年1月26日  |                              |
| 24th | コール アンド レスポンス             | 武蔵野 ガストロンジャー(Live) Soul rescue(Live)                                            | 2000年4月26日  |                              |
| 25th | 孤獨な太陽                           | 東京ジェラシィ 風に吹かれて(Live)                                                          | 2001年3月16日  |                              |
| 26th | 暑中見舞-憂鬱な午後-                 | 孤独な太陽(Live) コール アンド レスポンス(Live)                                            | 2001年7月25日  |                              |
| 27th | 普通の日々                           | ハロー New York!                                                                           | 2002年2月27日  |                              |
| 28th | あなたのやさしさをオレは何に例えよう |                                                                                            | 2002年4月17日  |                              |
| 29th | 俺の道                               | ろくでなし                                                                                 | 2003年6月27日  |                              |
| 30th | ハロー人生!!                         | ろくでなし                                                                                 | 2003年6月27日  |                              |
| 31st | 生命賛歌                             | ろくでなし                                                                                 | 2003年6月27日  |                              |
| 32nd | 化ケモノ青年                         | 生きている証                                                                               | 2004年3月10日  |                              |
| 33rd | 友達がいるのさ                       | DJ in my life                                                                              | 2004年9月1日   |                              |
|      | シグナル                             | 今をかきならせ                                                                             | 2006年3月20日  | 線上發行                     |
| 34th | 俺たちの明日                         | さよならパーティー 俺たちの明日(Acoustic ver.)                                             | 2007年11月21日 |                              |
| 35th | 笑顔の未來へ                         | 風に吹かれて(New Recording Version)                                                        | 2008年1月1日   |                              |
| 36th | 桜の花、舞い上がる道を               | それを愛と呼ぶとしよう                                                                     | 2008年3月5日   |                              |
| 37th | 新しい季節へキミと                   | It's my life                                                                               | 2008年10月1日  |                              |
| 38th | 絆(きづな)                           | to you 桜の花、舞い上がる道を(-幹-Strings ver.) 桜の花、舞い上がる道を(-花びら-Piano ver.) | 2009年3月18日  |                              |
| 39th | 幸せよ、この指にとまれ               | 赤き空よ！                                                                                 | 2010年5月12日  |                              |
| 40th | 明日への記憶                         | 歩く男 明日への記憶(acoustic ver.)                                                         | 2010年9月22日  |                              |
| 41st | いつか見た夢を                       | 彼女は買い物の帰り道 いつか見た夢を(エレキ弾き語り ver.)                                   | 2010年10月20日 |                              |
| 42nd | ワインディングロード                 | 東京からまんまで宇宙                                                                       | 2011年11月16日 |                              |
| 43rd | 大地のシンフォニー                   | 約束                                                                                       | 2012年4月25日  |                              |
| 44th | ズレてる方がいい                     | 涙を流す男                                                                                 | 2012年10月31日 | 電影《梟之城》片尾曲         |
| 45th | あなたへ                             | はてさてこの俺は この円環のなかを                                                          | 2013年11月20日 |                              |
| 46th | Destiny                              | 明日を行け                                                                                 | 2014年6月11日  |                              |
| 47th | 愛すべき今日                         | TEKUMAKUMAYAKON めんどくせい                                                               | 2015年9月23日  |                              |
| 48th | 夢を追う旅人                         | i am hungry                                                                                | 2016年8月3日   |                              |
| 49th | 風と共に                             | ベイベー明日は俺の夢                                                                       | 2017年7月26日  |                              |
| 50th | RESTART                              | 今を歌え                                                                                   | 2017年11月8日  |                              |
| 51st | Easy Go                              |                                                                                            | 2018年5月25日  | 日劇《從宮本到你》主題曲     |
| 52nd | yes. I. do                           |                                                                                            | 2023年2月17日  | 電影《夏洛克的孩子們》主題曲 |

### 專輯

#### 原創專輯
|      | 專輯名稱                                 | 發行日期       | 備註     |
| ---- | ---------------------------------------- | -------------- | -------- |
| 1st  | THE ELEPHANT KASHIMASHI                  | 1988年3月21日  |          |
| 2nd  | THE ELEPHANT KASHIMASHI II               | 1988年11月21日 |          |
| 3rd  | 浮世の夢                                 | 1989年8月21日  |          |
| 4th  | 生活                                     | 1990年9月1日   |          |
| 5th  | エレファントカシマシ5                    | 1992年4月8日   |          |
| 6th  | 奴隷天国                                 | 1993年5月21日  |          |
| 7th  | 東京の空                                 | 1994年5月21日  |          |
| 8th  | ココロに花を                             | 1996年8月21日  |          |
| 9th  | 明日に向かって走れ-月夜の歌-             | 1997年9月10日  |          |
| 10th | 愛と夢                                   | 1998年12月9日  |          |
| 11th | good morning                             | 2000年4月26日  |          |
| 12th | ライフ                                   | 2002年5月2日   |          |
| 13th | DEAD OR ALIVE                            | 2002年12月26日 | 迷你專輯 |
| 14th | 俺の道                                   | 2003年7月16日  |          |
| 15th | 扉                                       | 2004年3月31日  |          |
| 16th | 風                                       | 2004年9月29日  |          |
| 17th | 町を見下ろす丘                           | 2006年3月29日  |          |
| 18th | STARTING OVER                            | 2008年1月30日  |          |
| 19th | 昇れる太陽                               | 2009年4月29日  |          |
| 20th | 悪魔のささやき〜そして、心に火を灯す旅〜 | 2010年11月17日 |          |
| 21st | MASTERPIECE                              | 2012年5月30日  |          |
| 22nd | RAINBOW                                  | 2015年11月18日 |          |
| 23rd | Wake Up                                  | 2018年6月6日   |          |

#### 精選輯
|     | 專輯名稱                                                      | 發行日期       |
| --- | ------------------------------------------------------------- | -------------- |
| 1st | エレファントカシマシ ベスト                                   | 1997年12月1日  |
| 2nd | sweet memory〜エレカシ青春セレクション〜                      | 2000年10月12日 |
| 3rd | エレファントカシマシ SINGLES1988-2001                         | 2002年3月27日  |
| 4th | エレカシ 自選作品集/EPIC 創世記/PONY CANYON 浪漫記/EMI 胎動記 | 2009年9月16日  |
| 5th | THE BEST 2007-2012 俺たちの明日                               | 2012年12月19日 |
| 6th | All Time Best Album THE FIGHTING MAN                          | 2017年3月21日  |

## 紅白出場
| 年份／屆數     | 出場次數 | 曲目             | 演出次序 | 對決歌手 | 備註 |
| -------------- | -------- | ---------------- | -------- | -------- | ---- |
| 2017年／第68屆 | 初次     | 今宵の月のように | 19/23    | AKB48    |      |

## 外部連結
- Amuse官方介紹頁
- 官方网站
- YouTube上的ELEPHANT KASHIMASHI頻道
- ELEPHANT KASHIMASHI （页面存档备份，存于） - UNIVERSAL MUSIC JAPAN
- ELEPHANT KASHIMASHI （页面存档备份，存于） - Sony Music Entertainment Japan
- ELEPHANT KASHIMASHI的X（前Twitter）